# Sukaq
Sukaq („Säule, Stützbalken“) war eine grönländische Partei.

## Geschichte
Sukaq wurde 1969 von Knud Hertling gegründet, der zu diesem Zeitpunkt einer der grönländischen Abgeordneten im Folketing war. Knud Hertling plante die Gründung von Lokalverbänden in ganz Grönland und die Partei sollte bei sämtlichen Wahlen antreten. Bereits zu diesem Zeitpunkt schien die erste grönländische Partei, die 1963 gegründete Inuit-partiet, nahe der Auflösung zu stehen und spielte quasi keine Rolle mehr in der grönländischen Politik. Knud Hertling hatte bereits 1964 die Inuit-partiet für ihre Organisation kritisiert, da es ihr mangels Lokalverbänden an einer Basis in der Bevölkerung fehlte.
Bereits um 1971, als Knud Hertling zum Grönlandsminister gewählt wurde, wurde die Partei wieder inaktiv, ohne je bei einer Wahl angetreten zu sein. Die Partei fiel schließlich auch den politischen Entwicklungen ab Anfang der 1970er Jahre zu Opfer, die 1979 in der Einführung der Hjemmestyre kulminierten.

## Politische Ausrichtung
Die Partei gab selbst als Ziele die Stärkung der grönländischen Identität, die Beibehaltung des Königreichs Dänemark und die Förderung der grönländischen Sprache und Kultur an. Damit entsprach das Parteiprogramm von Sukaq exakt dem der Inuit-partiet.